# Terrorattacken i New Orleans 2025
Terrorattacken i New Orleans ägde rum tidigt på morgonen den 1 januari 2025. Den amerikanske medborgaren Shamsud Din Jabbar (42), som hade konverterat till islam, körde en Ford F-150 Lightning rakt in i en folkmassa på Canal Street i New Orleans. 15 personer dog och 57 skadades. Det finns misstankar om att gärningsmannen har inspirerats av terrorrörelsen IS. FBI betecknar dådet som en terrorhändelse.